# صنعت مراقبت سلامت
صنعت مراقبت سلامت (انگلیسی: Healthcare industry) صنعت بهداشت و درمان، صنعت مراقبت‌های بهداشتی، صنعت پزشکی یا اقتصاد بهداشتی، به تجمیع و ادغام بخش‌هایی از نظام اقتصادی گفته می‌شود، که کالاها و خدماتی را برای معالجه بیماران جهت انجام مراقبت‌های درمانی، پیشگیری پزشکی، توان‌بخشی و مراقبت تسکینی فراهم می‌کند. صنعت مراقبت‌های بهداشتی مدرن شامل ۳ شاخه اصلی است، که شامل؛ خدمات، محصولات و امور مالی می‌باشد.